# آوای وحش (فیلم ۱۹۷۲)
آوای وحش (انگلیسی: The Call of the Wild) یک فیلم ماجراجویی به کارگردانی کن آناکین است که در سال ۱۹۷۲ منتشر شد.
فیلم‌نامهٔ این فیلم، بر پایهٔ رمان آوای وحش اثر جک لندن نگاشته شده و درباره سگی است که به مناطق سردسیر کانادا برده می‌شود تا از آن به‌عنوان سگ سورتمه استفاده شود. چارلتون هستون از بازی در این فیلم بسیار ناراضی و پشیمان بود.

## بازیگران
- چارلتون هستون
- سانچو گراسیا
- ریک باتالیا
- جرج ایستمَن
- میشل مرسیه
- آلفردو مایو
- ریموند هارمستورف
- ماریا روم
- خوان لوئیس گالیاردو
- سوواره ویلبرگ
- هورست هویک
- فریدهلم له‌مان
- لوئیس باربو
- آنتونیو مایانس